# 루시드 (프로게이머)
루시드(본명: 최용혁, 2005년 1월 28일 ~ )는 대한민국의 리그 오브 레전드 프로게이머이다. 아이디는 Lucid이며, 포지션은 정글이다. 현재 Dplus KIA에서 활동하고 있다.

## 선수 생활
2021년 6월, DWG KIA에 입단하면서 프로 커리어를 시작했다. 2021 LoL KeSPA컵에 참가하여 팀의 우승에 기여했다.
2022시즌도 DWG KIA에서 활동하게 되었다. 2022 LCK 챌린저스 리그 스프링에 참가하여 팀의 우승에 기여했다. 2022 LCK 챌린저스 리그 서머 3라운드 최우수 선수, LCK CL 올프로팀으로 선정되었다. 같은 시즌 준우승을 달성했다. 이후, 11월에는 2022년 한중일 e스포츠 대회에 대한민국 국가대표로 선발되었다. 좋은 기량을 보여주면서 대한민국 우승에 기여했다.
2024시즌을 앞두고 Dplus KIA 1군팀 주전으로 콜업되었다.

## 소속팀
| # | 팀명    | 소속 기간    | 소속 리그 | 비고 |
| - | ------- | ------------ | --------- | ---- |
| 1 | DWG KIA | 2021.06.01 ~ | LCK       |      |

## 수상 내역
- 2021 LoL KeSPA컵 우승
- 2022 LCK 챌린저스 리그 스프링 우승
- 2022 LCK 챌린저스 리그 서머 3라운드 최우수 선수
- 2022 LCK 챌린저스 리그 서머 올프로팀
- 2022 LCK 챌린저스 리그 서머 준우승
- 2022년 한중일 e스포츠 대회 리그 오브 레전드 부문 우승